# Гъбички
Гъбички (на английски: mycosis – микоза, от старогръцки: μύκης) са гъбични заболявания. Има около 300 хил. вида гъбички, за 150 от които се знае, че причиняват болести при човека. Те могат да причинят:
- повърхностно поражение (superficial mycosis) - увреждат само епидермиса и дермата
- дълбоко поражение (subcutaneous mycosis)
- системно поражение (systemic mycosis)

Кожните гъбички (дерматомикоза) се причиняват от дерматофити - гъбички, които растат в областта на роговия слой на кожата, унищожавайки роговичния материал. Известни са 41 дерматофитни щама с основна структура на хифа.